# A Boarding House Romance (film 1914)
A Boarding House Romance è un cortometraggio muto del 1914 diretto da Charles H. France, basato su un soggetto di Bliss Milford, l'attrice protagonista del film. Tra gli altri interpreti del film prodotto dalla Edison, Harry Beaumont, Duncan McRae, May Abbey.

## Produzione
Il film fu prodotto dalla Edison Company.

## Distribuzione
Distribuito dalla General Film Company, il film - un cortometraggio di 180 metri - uscì nelle sale cinematografiche degli Stati Uniti il 18 marzo 1914. Nelle proiezioni, veniva programmato con il sistema dello split reel, accorpato in un'unica bobina con un altro cortometraggio prodotto dalla Edison, il documentario A Winter Holiday in the Bernese Oberland, Switzerland.